# IPadOS 14
iPadOS 14 est la deuxième version majeure du système d'exploitation mobile iPadOS développé par Apple Inc. pour sa gamme d'ordinateurs tablettes iPad. Elle a été annoncée lors de la Conférence mondiale des développeurs de 2020 (WWDC) de la société en tant que successeur d’ iPadOS 13. La version bêta publique est publiée le 9 juillet. iPadOS 14.0 est sorti en version finale le 16 septembre 2020. iPadOS 15 lui succède le 20 septembre 2021.

## Introduction
iPadOS 14 a été annoncé à la WWDC par Craig Federighi le 22 juin 2020, aux côtés des nouvelles versions d'iOS, macOS, watchOS et tvOS,.

## Mises à jour
La version bêta développeur pour iPadOS 14 a été mise à disposition le 22 juin et la version bêta publique a été publiée le 9 juillet 2020.

## Caractéristiques du système

### Clips d'application
Les App Clips sont une nouvelle fonctionnalité qui étend les fonctionnalités de l'App Store. Conçus comme une fonctionnalité dynamique plutôt qu'une application installée de façon permanente, les App Clips sont extrêmement réduits avec très peu d'autorisations de système d'exploitation. Au moment de l'annonce, seule l'utilisation d'Apple Pay et de la connexion avec Apple était indiquée.
Les clips d'application peuvent être découverts en personne via des balises NFC ou des codes QR avec la marque App Clips. Ils peuvent également être partagés via des messages ou placés sur des sites Web ou des cartes.

### Écran d'accueil

#### Widgets
À gauche de la première page, la vue Aujourd'hui est remplacée par une interface utilisateur de widget déroulante. Les widgets peuvent être redimensionnés en icônes 2 par 2, horizontales 2 par 4 ou 4 par 4. Les widgets de la même taille peuvent être empilés les uns sur les autres et glissés entre eux pour plus de commodité ; une pile intelligente peut être placée : elle affiche automatiquement le widget le plus pertinent pour l'utilisateur en fonction de l'heure de la journée.

### Interface utilisateur compacte
Une série de modifications ont été apportées à iPadOS 14 pour réduire l'espace visuel occupé par des interfaces précédemment en plein écran; ces interfaces apparaissent maintenant en surimpression devant l’application en cours, permettant le toucher de l'application située à l’arrière-plan. Les interfaces d'appel vocal, y compris le téléphone ou d'autres applications tierces telles que Skype, sont sensiblement plus minces prenant environ autant d'espace qu'une notification. L'interface de Siri est désormais également compacte.

### Recherche et Siri
Des améliorations ont été apportées à la fonction de recherche sur l'écran d'accueil, notamment une interface utilisateur similaire à la recherche Spotlight de macOS, un lanceur rapide pour les applications, une recherche Web plus détaillée, des raccourcis vers la recherche dans l'application et des suggestions de recherche améliorées au fur et à mesure que vous tapez.
En plus d'être compact, Siri peut désormais répondre à un ensemble plus large de questions et traduire plus de langues. Les utilisateurs peuvent également demander des itinéraires à vélo.

### Confidentialité
iPadOS 14 ajoute diverses nouvelles fonctionnalités de confidentialité. Les informations de confidentialité peuvent désormais être consultées sur l'App Store afin que les utilisateurs puissent comprendre les privilèges d'une application avant de la télécharger. Un indicateur d'enregistrement apparaît en haut de l'écran chaque fois qu'une application utilise le microphone ou la caméra. Les utilisateurs partagent désormais uniquement leur emplacement approximatif plutôt que leur emplacement exact.

### Autres fonctionnalités
Le clavier Emoji a été mis à jour avec une barre de recherche pour un accès rapide.
Les applications de messagerie et de navigateur de l'utilisateur - par défaut, l'application Mail standard et Safari - peuvent maintenant être modifiées.
Dans l'application Notes, il est désormais plus facile de trouver des notes à l'aide d'une «intelligence sur l'appareil» améliorée.
Apple Arcade intègre désormais directement Game Center.
iPadOS 14 ajoute 20 nouveaux styles de coiffure et de coiffure à Memoji et Animoji.

## Fonctionnalités d'applications

### Caméra
- La possibilité de refléter des photos prises depuis la caméra frontale
- Améliorations de la lecture du code QR (sur des cartons enroulés ou de QR code plus petite)
- Contrôle de compensation d'exposition
- La possibilité de prendre des photos en rafale et des vidéos QuickTake avec des boutons de volume sur les appareils pris en charge

Des améliorations ont également été apportées aux performances. Les photos peuvent être prises jusqu'à 90% plus rapidement, le délai avant la première prise de vue est désormais jusqu'à 25% plus rapide et le portrait en prise de vue est jusqu'à 15% plus rapide.

### FaceTime
FaceTime ajuste désormais automatiquement l'apparence visuelle des yeux pour tenir compte du fait que la caméra est au-dessus de l'endroit où les yeux de l'appelant sont affichés, permettant un contact visuel direct dans les deux sens.

### Maison
L'application Maison a reçu des modifications de conception et met en valeur des accessoires suggérés à côté de ceux marqués comme favoris. De plus, un ensemble important de capacités d'automatisation a été ajouté pour être utilisé avec les appareils HomeKit compatibles; cette automatisation nécessite la présence d'un iPad, d'un HomePod ou d'une Apple TV.
Les caméras de sécurité à domicile peuvent être invitées à alerter l'utilisateur de l'activité uniquement si elle se produit dans une zone d'activité présélectionnée. De plus, la reconnaissance faciale effectuée dans l'application Photos peut être utilisée pour alerter en fonction de personnes reconnues, avec une intégration supplémentaire pour une utilisation avec des sonnettes intelligentes.

### Messages
L'application Messages a gagné plusieurs nouvelles fonctionnalités. Les utilisateurs peuvent désormais épingler jusqu'à 9 conversations individuelles en haut de la liste des messages. Dans les discussions de groupe, les utilisateurs peuvent désormais :
- Mentionner d'autres utilisateurs
- Recevoir des notifications uniquement lorsqu'ils sont mentionnées
- Définir une image ou un graphique personnalisé pour les conversations de groupe
- Envoyer des réponses en ligne à des messages particuliers

### Plans
Apple Maps permet désormais aux utilisateurs d'accéder aux itinéraires cyclables, fournissant des informations, notamment l'altitude et le dénivelé. Il offre également aux utilisateurs plusieurs options, suggérant des itinéraires avec des rues moins fréquentées. Les itinéraires cyclables seront disponibles au lancement à New York, Los Angeles, San Francisco, Shanghai et Pékin. Apple a annoncé qu'elle continuerait à déployer ses cartes détaillées améliorées au - delà des États-Unis, y compris le Canada, le Royaume-Uni et l'Irlande, et d'autres pays à l'avenir.
Apple a également introduit une fonction qui permet aux utilisateurs de prendre en compte les bornes de recharge de voiture électrique lors de la planification de leur itinéraire et de choisir un itinéraire où ils pourront se recharger quand ils en auront besoin. Cette fonctionnalité nécessite une intégration avec la voiture. Apple travaille actuellement avec Ford et BMW pour implémenter cette fonctionnalité avec leurs véhicules électriques. [réf. nécessaire]
Des guides pour divers endroits du monde ont été ajoutés, qui suggèrent où manger, acheter et explorer.

### Safari
Safari, le navigateur Web par défaut dans iPadOS, a gagné la capacité de surveiller les mots de passe pour les violations de données et de générer des rapports de confidentialité pour les trackers sur les sites Web. Des améliorations majeures ont été apportées aux performances JavaScript.

### Traduction
Les améliorations apportées à la traduction sont intégrées à Siri et les pages peuvent être traduites en ligne dans Safari.

### Fichiers
L'application Fichiers a désormais la possibilité d’ouvrir des disques externes cryptés. Cependant, cette capacité est limitée uniquement aux disques cryptés APFS. Lors de la connexion d'un disque externe crypté APFS au port USB-C de l'iPad, l'application Fichiers présente le lecteur externe sur la barre latérale. La sélection du disque invitera l'utilisateur à saisir le mot de passe pour déverrouiller le disque.

## Périphériques compatibles
Tous les appareils qui prennent en charge iPadOS 13 prendront également en charge iPadOS 14. Les appareils comprennent :
- iPad Air 2
- iPad Air (3e génération)
- iPad Air (4e génération)
- iPad (5e génération)
- iPad (6e génération)
- iPad (7e génération)
- iPad (8e génération)
- iPad Mini 4
- iPad Mini (5e génération)
- iPad Pro (tous les modèles)